# Alia Bhatt
Alia Bhatt (pronunție în engleză /ˈɑːliə ˈbʌt/; n. 15 martie 1993, Mumbai, India) este o actriță britanică de origine indiană care apare predominant în filme în limba hindi. Cunoscută pentru rolurile ei de femei aflate în circumstanțe dificile, a primit mai multe premii, între care un Premiu Național de Film și șase premii Filmfare. Este una dintre cele mai bine plătite actrițe din India. Revista Time i-a acordat premiul Time100 Impact în 2022 și a numit-o una dintre cele mai influente 100 de persoane din lume în 2024. Născută într-o familie cu tradiție în industria cinematografică indiană, este fiica cineastului Mahesh Bhatt⁠(d) și a actriței Soni Razdan⁠(d). După ce și-a făcut debutul în actorie în copilărie în thrillerul, Sangharsh din 1999, a jucat primul ei rol principal în filmul pentru adolescenți Student of the Year (2012), regizat de Karan Johar⁠(d). A câștigat premiul Filmfare Critics Award pentru cea mai bună actriță pentru interpretarea unei victime a unei răpiri în drama rutieră Highway (2014) și și-a creat un renume cu roluri principale în mai multe filme romantice produse de studioul lui Johar, Dharma Productions.
Pe lângă actorie, Bhatt sprijină diverse organizații de caritate și este un important investitor și promodor de diverse mărci. A fondat în 2017 o inițiativă ecologică, CoExist, apoi în 2019 o companie de producție, Eternal Sunshine Productions, și în 2022 un brand de îmbrăcăminte sustenabilă, Ed-a-Mamma. Bhatt interpretează opt dintre cântecele din filmele ei, între care single-ul „Samjhawan Unplugged” în 2014. Este căsătorită cu actorul Ranbir Kapoor⁠(d), cu care are o fiică.